# Jermaine Jackson
Jermaine Jackson (* 11. prosince 1954 Gary, Indiana) je americký zpěvák a baskytarista. Spolu se svými sourozenci řadu let působil ve skupině The Jackson 5. Své první sólové album nazvané Jermaine vydal v roce 1972, tedy ještě v době svého působení v kapele The Jackson 5. Později vydal řadu dalších alb. V roce 1984 nazpíval se svým bratrem Michaelem duet „Tell Me I'm Not Dreamin' (Too Good to Be True)“. Jako producent a zpěvák se podílel na albu Whitney Houston zpěvačky Whitney Houston.

## Vyznamenání
- důstojník Řádu republiky, Gambie (2010)